# Genova
Genova (régi magyar nevén Génua, ligur nyelven Zena) jelentős kikötőváros Észak-Olaszországban, Genova megye és Liguria régió székhelye. Az ország egyik legnagyobb városa.
Több mint hét évszázadon át, a 11. századtól 1797-ig az egyik legerősebb tengeri köztársaság fővárosa volt. Történelmi központja, az óváros, Európa egyik legkiterjedtebb és legsűrűbben lakott központja. Egy része 2006-ban az UNESCO világörökségi listájára is felkerült.

## Fekvése

Genova elhelyezkedése az azonos nevű megyén belül

Genova Olaszország legnagyobb és a Földközi-tenger második legnagyobb kikötője (Marseille után). Liguria székhelye, a Nyugati- és Keleti- Riviéra találkozásánál fekszik, fontos közlekedési csomópont. Milánóból az A7-es, Torinóból az A26-os, Pisából az A12-es, Nizzából pedig az A10-es autópályán közelíthető meg. Áthaladnak rajta a Milánóból és Torinóból Rómába, valamint a Milánóból Sanremo és Nizza felé közlekedő távolsági vonatok.

## Története

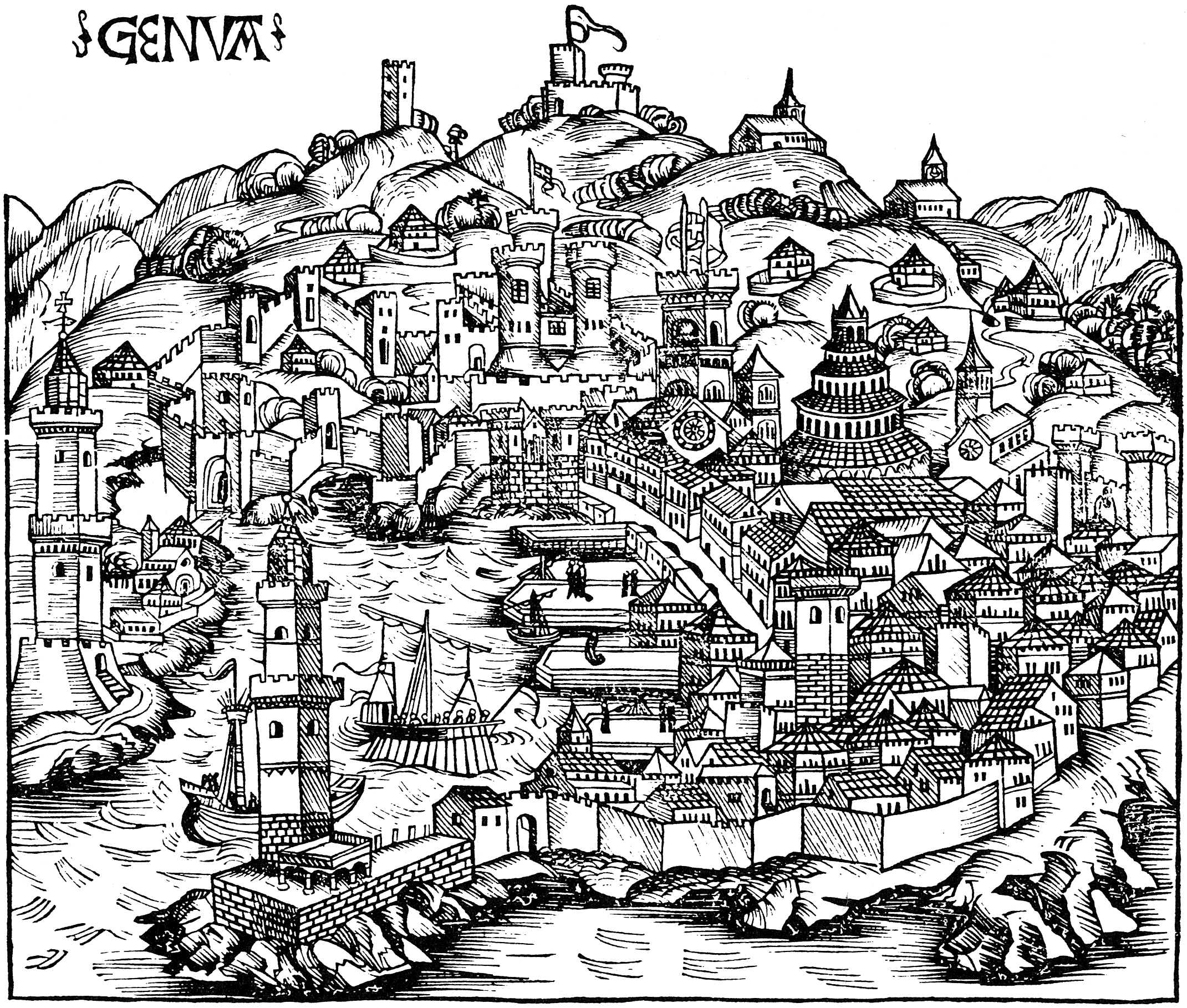
Genova 1493-ban

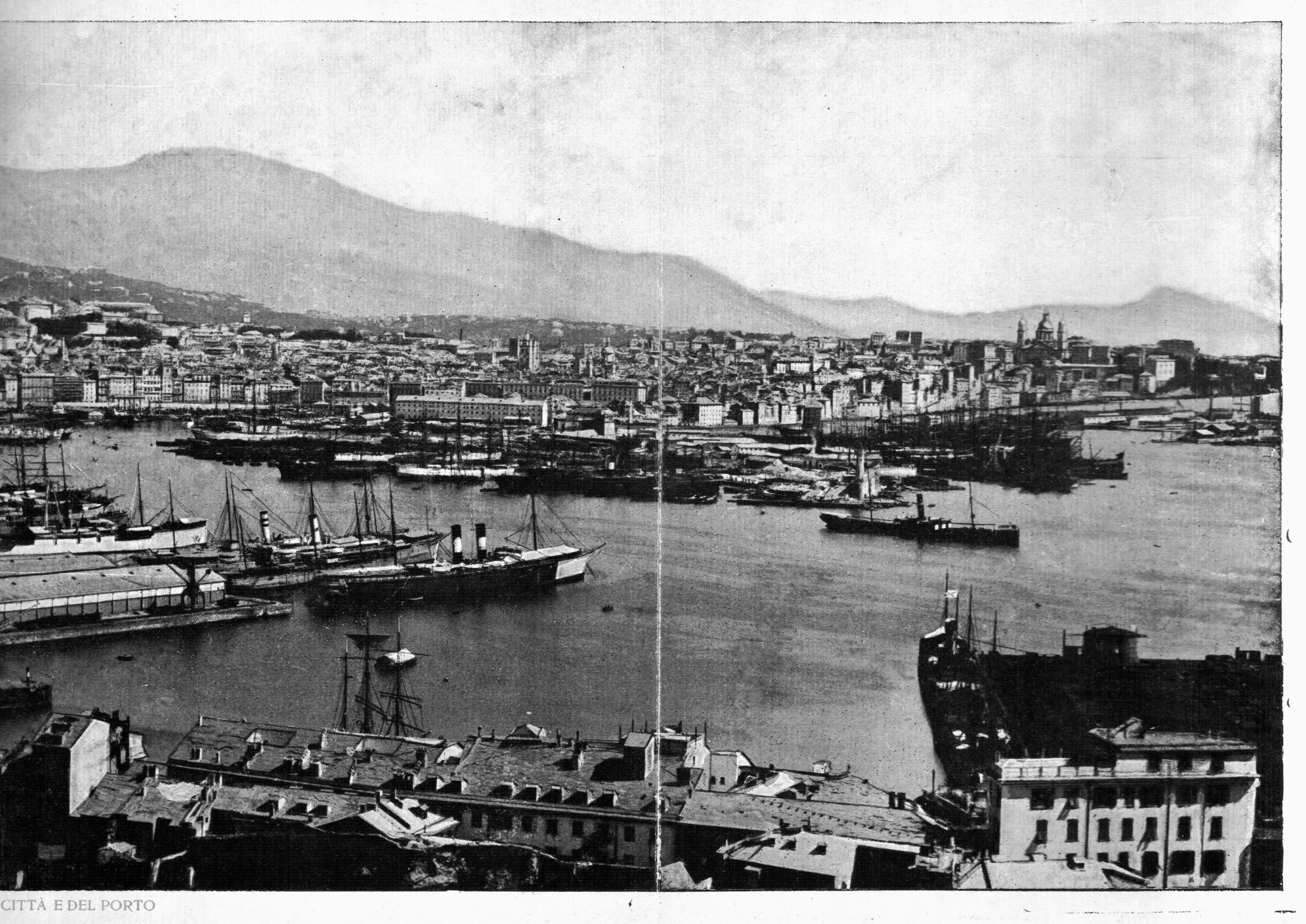
Genova kikötője az 1900-as években

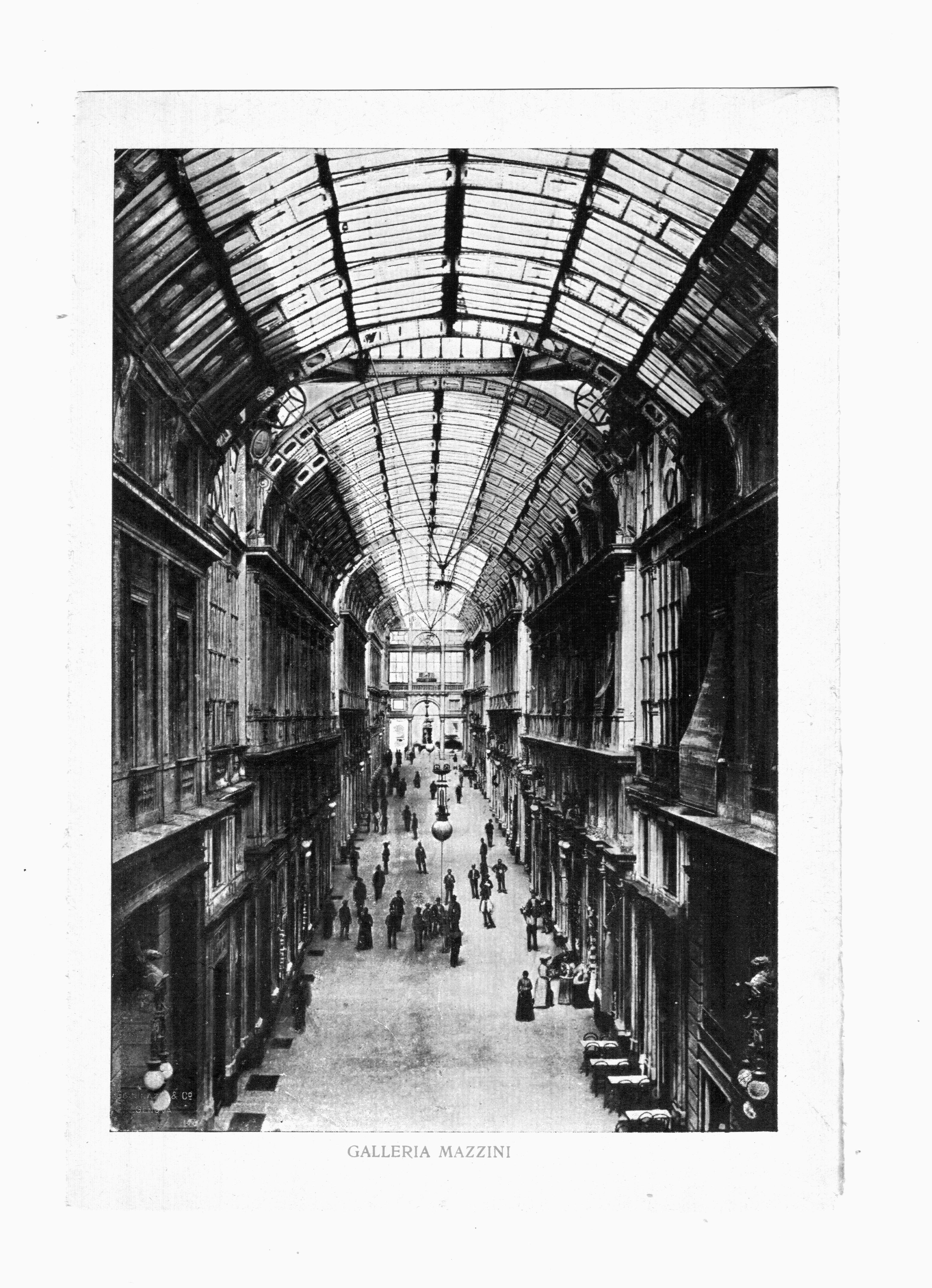
Galleria Mazzini

Genova területét (amint azt egy Kr. e. 5. századból származó temető bizonyítja) a görögök is lakták, de a kikötő feltehetőleg már korábban is működött. Kr. e. 209-ben a karthágóiak lerombolták. A rómaiak újjáépítették, de jelentősége csökkent. A Római Birodalom bukása után előbb a keleti gótok, majd a longobárdok uralma alá került, de ebben az időszakban csak egy jelentéktelen halászati központ volt. Lassú fejlődése csak rövid időre szakadt meg, amikor 934-ben arab kalózok kirabolták és felégették.
1100-ra Genova önálló városállam lett, névileg a Német-római Császárság fennhatósága és a genovai püspök irányítása alatt, de gyakorlatilag az évente választott konzulok vezették. A kereskedelem, a hajóépítés és a bankok lehetővé tették, hogy a Földközi-tenger térségének egyik legnagyobb flottáját tartsa fenn. A Genovai Köztársaság a mai Liguria és Piemont mellett Szardíniára és Korzikára is kiterjedt.
A városállam fénykorát a 13. században érte el, amikor Pisát és az örök rivális Velencét is legyőzte. Ez azonban nem tartott sokáig: a fekete halált egy Fekete-tenger környéki genovai kereskedőtelepről hurcolták be Európába, és a városban is nagy pusztítást okozott. Genova vereséget szenvedett Velencével szemben; Franciaország, majd a Milánói Hercegség uralma alá került, elvesztette Szardíniát és Korzikát.
A 16. században Genova újra felvirágzott. Ebben az időszakban számos művész élt és alkotott itt, többek között Rubens, Caravaggio és van Dyck.
1797-ben Napoléon Bonaparte tábornok nyomására francia protektorátussá lett, és 1805-ben Franciaországhoz csatolták. 1814-ben a genovaiak felszabadították magukat, de a bécsi kongresszus döntése értelmében a várost a Szárd–Piemonti Királysághoz csatolták. Innen indult 1860-ban Garibaldi önkénteseivel Itália egyesítésére.

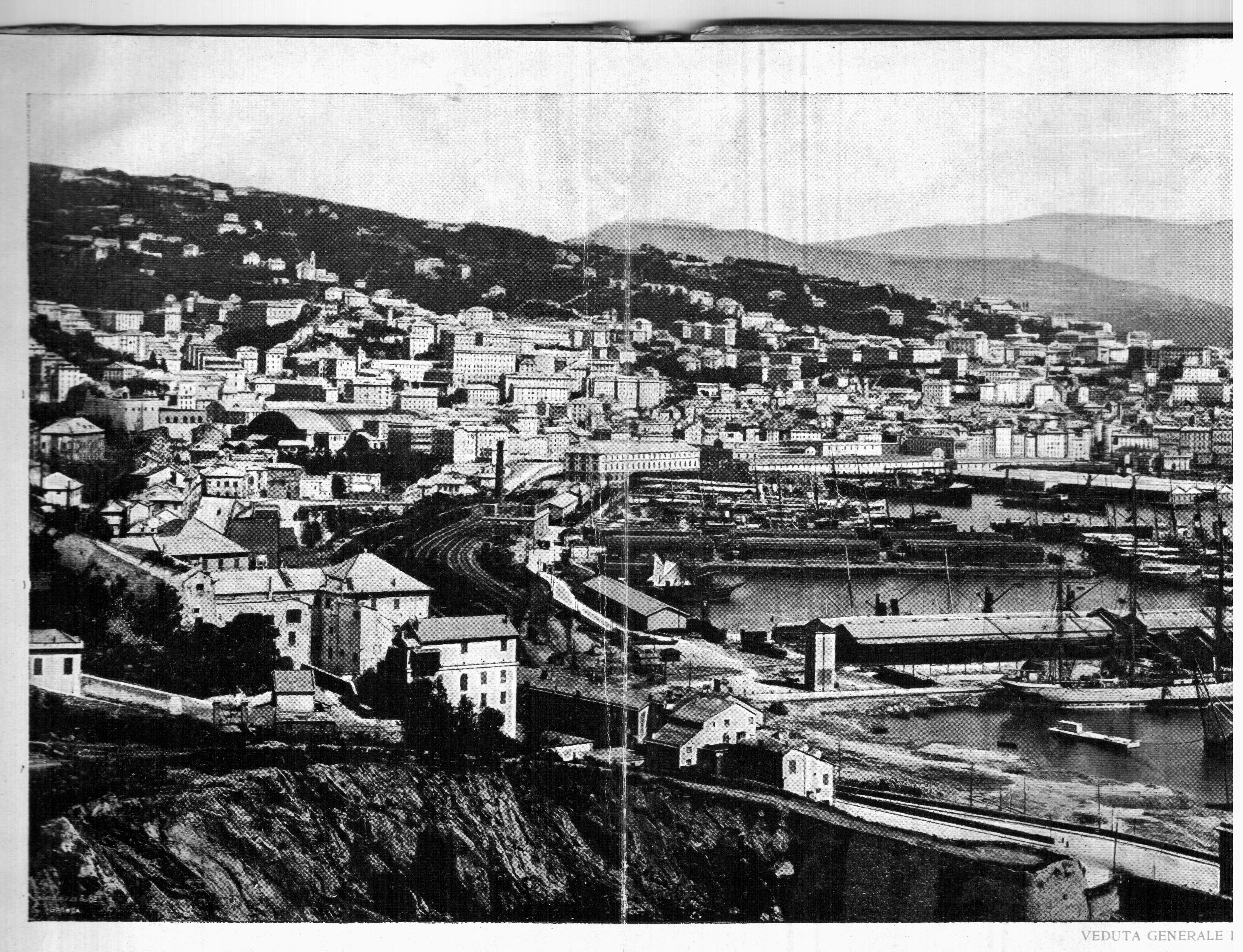
Genova az 1900-as években

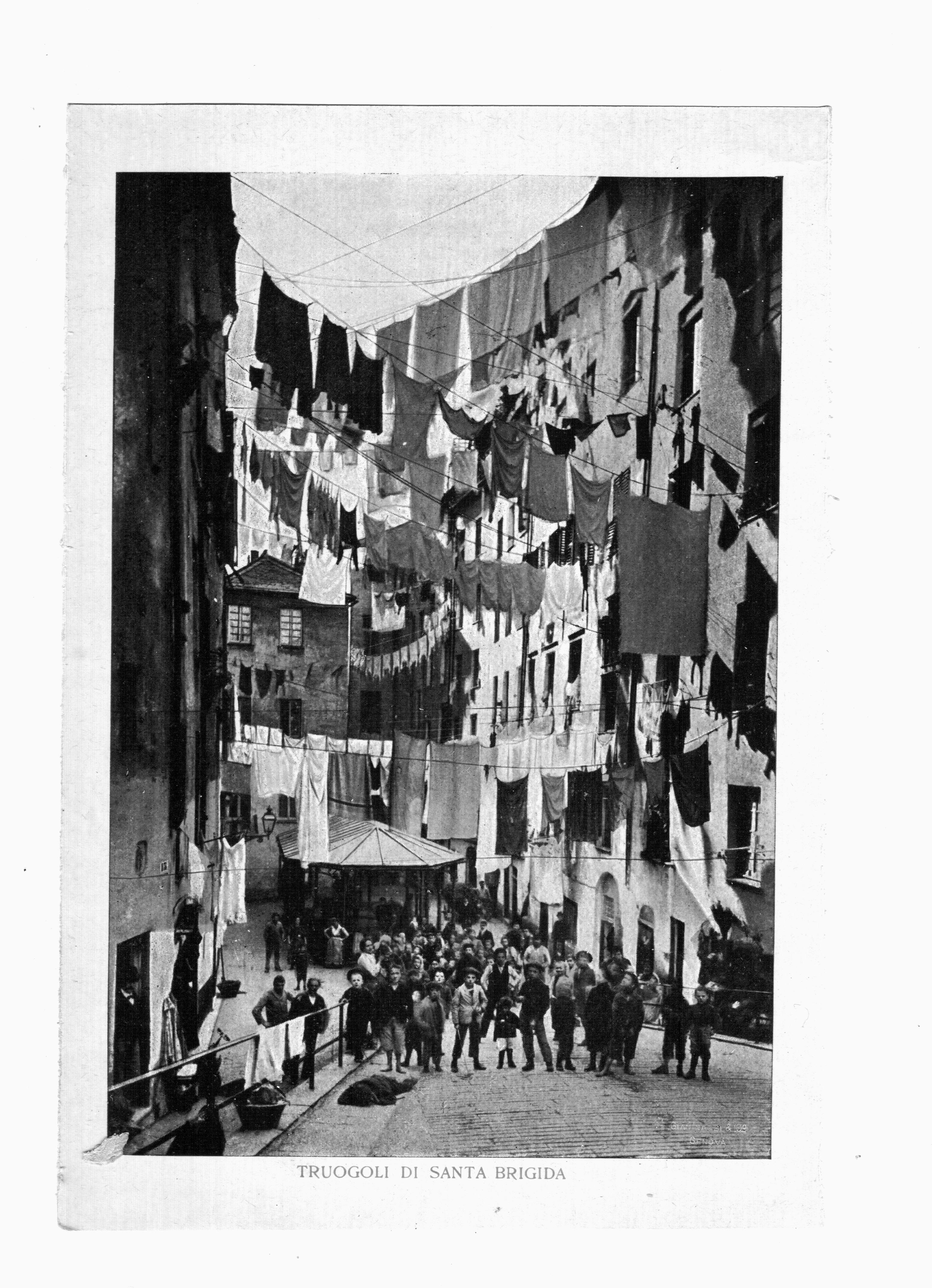
Truogoli az 1900-as években

A második világháborúban a britek bombázták a várost.
2018. augusztus 14-én a város két kerületét összekötő Morandi híd egy szakasza leszakadt, a balesetben többen életüket vesztették.

## Közigazgatás
Genova közigazgatásilag 9 kisebb egységből (municipio) áll, amelyek még további negyedekre (quartieri) oszthatók:
| N°   | Név               | Népesség (fő) | Terület (hektár) | Elnök              | Negyedek                                                                           |
| ---- | ----------------- | ------------- | ---------------- | ------------------ | ---------------------------------------------------------------------------------- |
| I    | Centro Est        | 98.269        | 726,4            | Aldo Siri          | - Oregina - Lagaccio - Castelletto - Prè - Molo - Maddalena - Portoria - Carignano |
| II   | Centro Ovest      | 67.741        | 489,0            | Domenico Minniti   | - Sampierdarena - San Teodoro                                                      |
| III  | Bassa Val Bisagno | 82.868        | 474,3            | Mirko Massardo     | - San Fruttuoso - Marassi - Quezzi - Biscione                                      |
| IV   | Media Val Bisagno | 61.636        | 1104,4           | Agostino Gianelli  | - Staglieno - Molassana - Struppa                                                  |
| V    | Valpolcevera      | 63.887        | 1098,0           | Giovanni Crivello  | - Rivarolo - Bolzaneto - Pontedecimo                                               |
| VI   | Medio Ponente     | 64.970        | 2065,8           | Stefano Bernini    | - Sestri - Borzoli - Cornigliano                                                   |
| VII  | Ponente           | 66.705        | 697,3            | Mauro Avvenente    | - Voltri - Pra' - Pegli - Multedo                                                  |
| VIII | Medio Levante     | 64.811        | 558,0            | Pasquale Ottonello | - Foce - Albaro - San Martino - Boccadasse                                         |
| IX   | Levante           | 69.296        | 953,6            | Francesco Carleo   | - Valle Sturla - Sturla - Quarto - Quinto - Nervi - Sant'Ilario                    |

## Közlekedése
Genova fontos közlekedési csomópont, több vasútvonal is összefut itt, nemzetközi repülőtere és kikötője is van. A városban metró, autóbusz és trolibusz is üzemel. A nagy városi szintkülönbségek miatt három siklóvasút is épült. Korábban, 1966-ig villamos is közlekedett Genovában.
2023-ban bemutatták az új tenger alatti közúti alagút terveit, amely az elmúlt években elindított nagy infrastrukturális projektek egyike. Célja a városközpont városi forgalmának megkönnyítése, a keleti és nyugati oldal összeköttetéseinek javítása. 2024-ben megkezdődnek a tenger alatt 3,5 km hosszú, két járatból álló közúti alagút építési munkái.

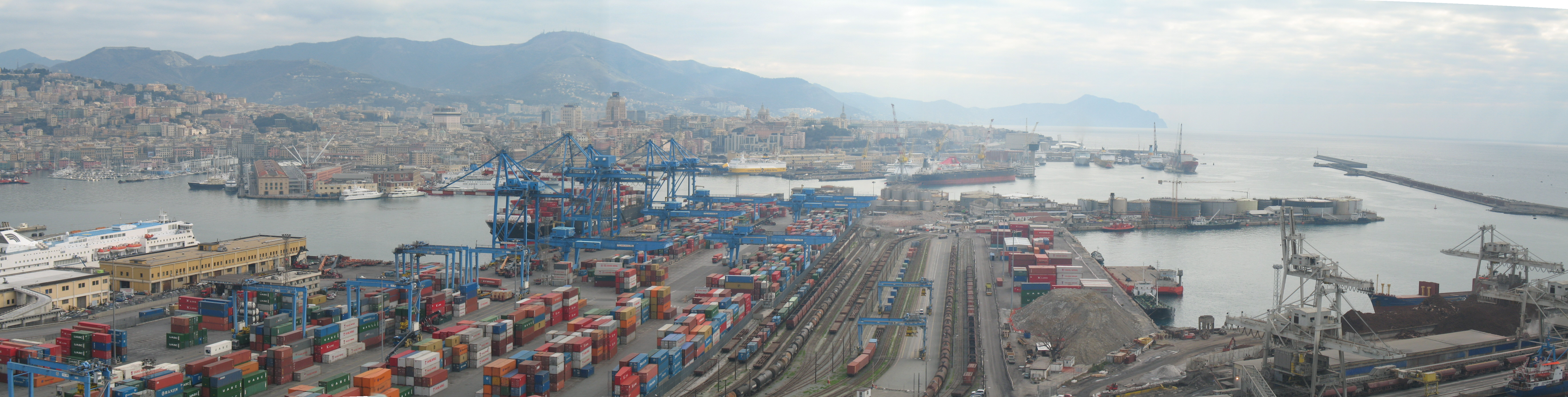
Genova kikötője
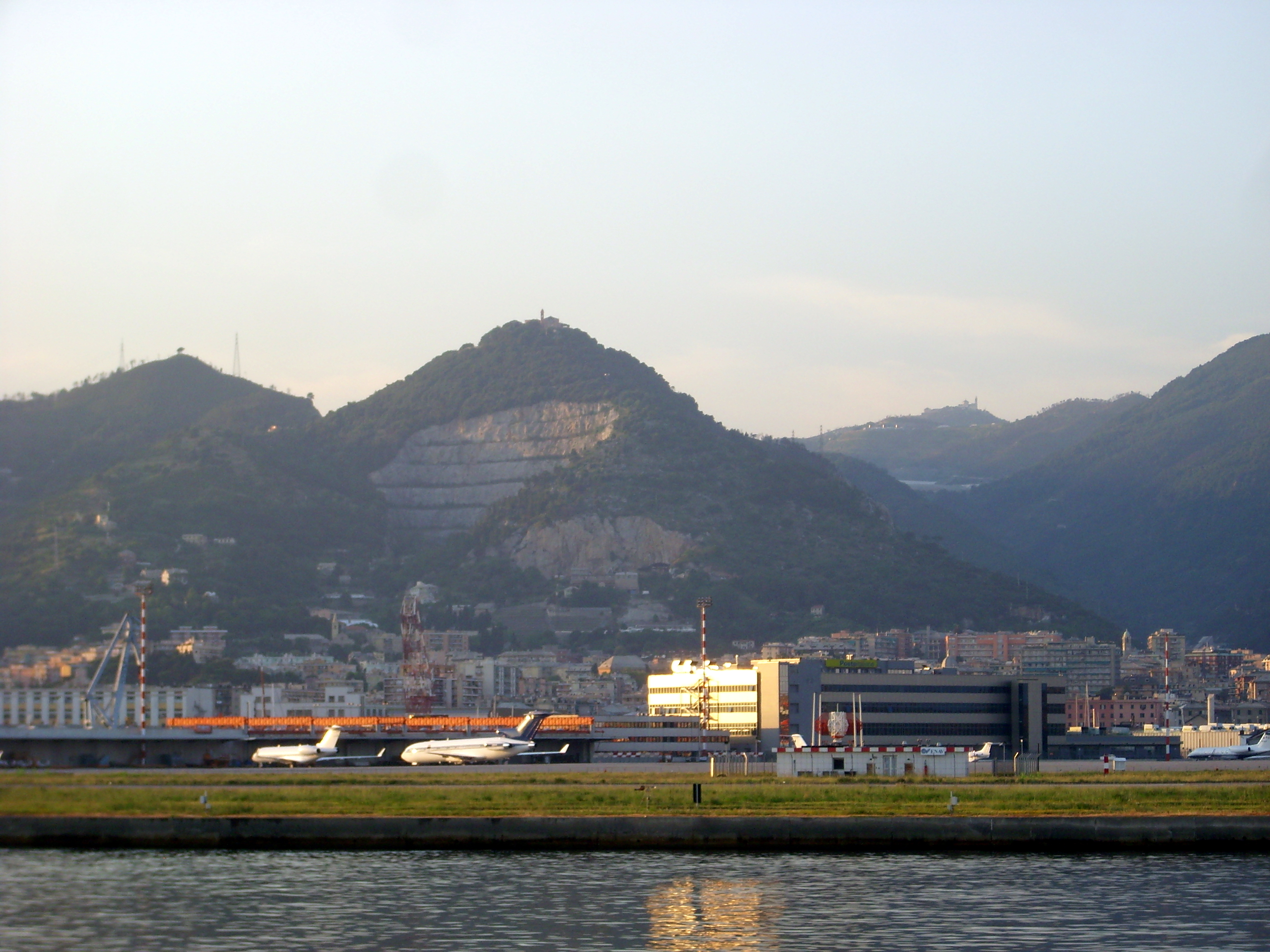
Genova repülőtere
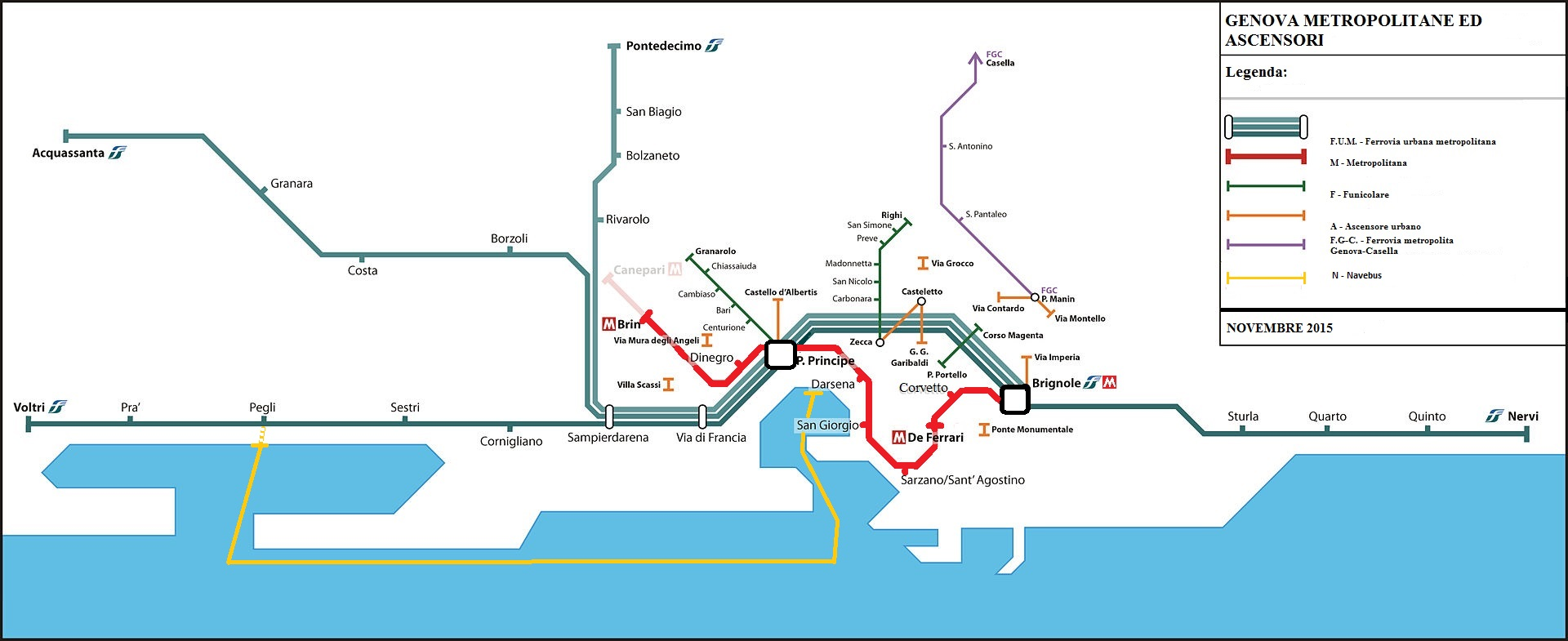
A legfontosabb tömegközlekedési útvonalak
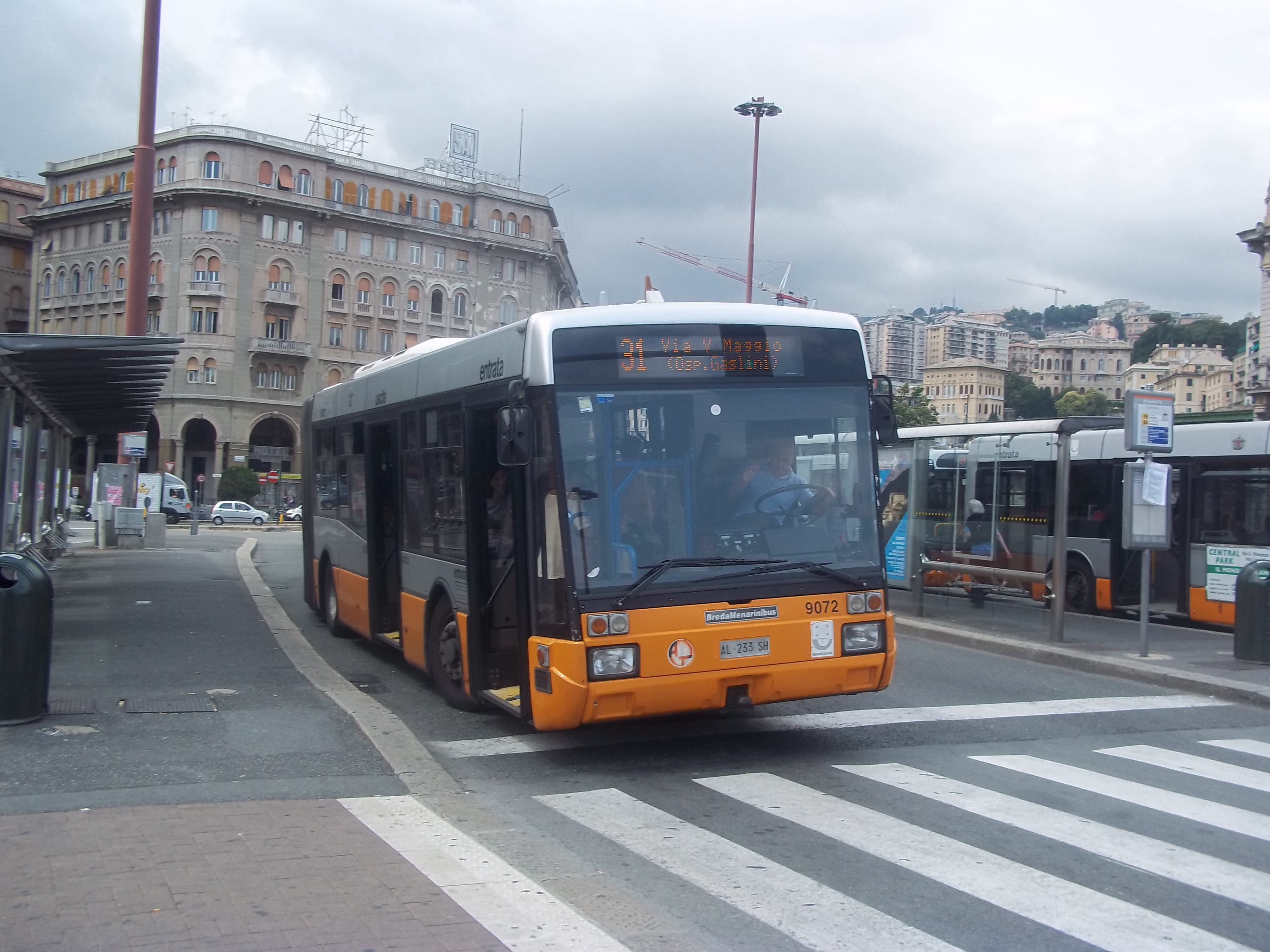
Busz Genovában
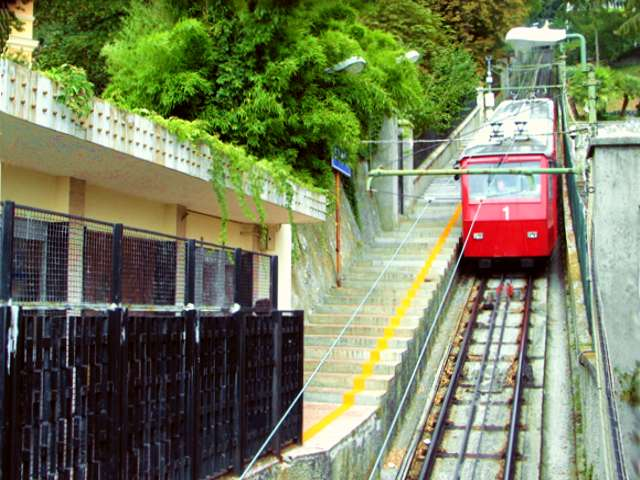
Sikló
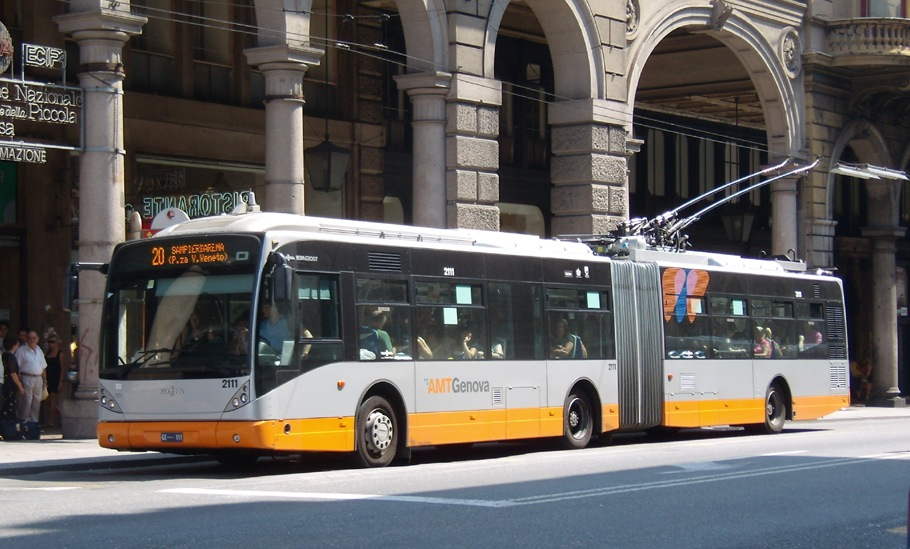
Trolibusz
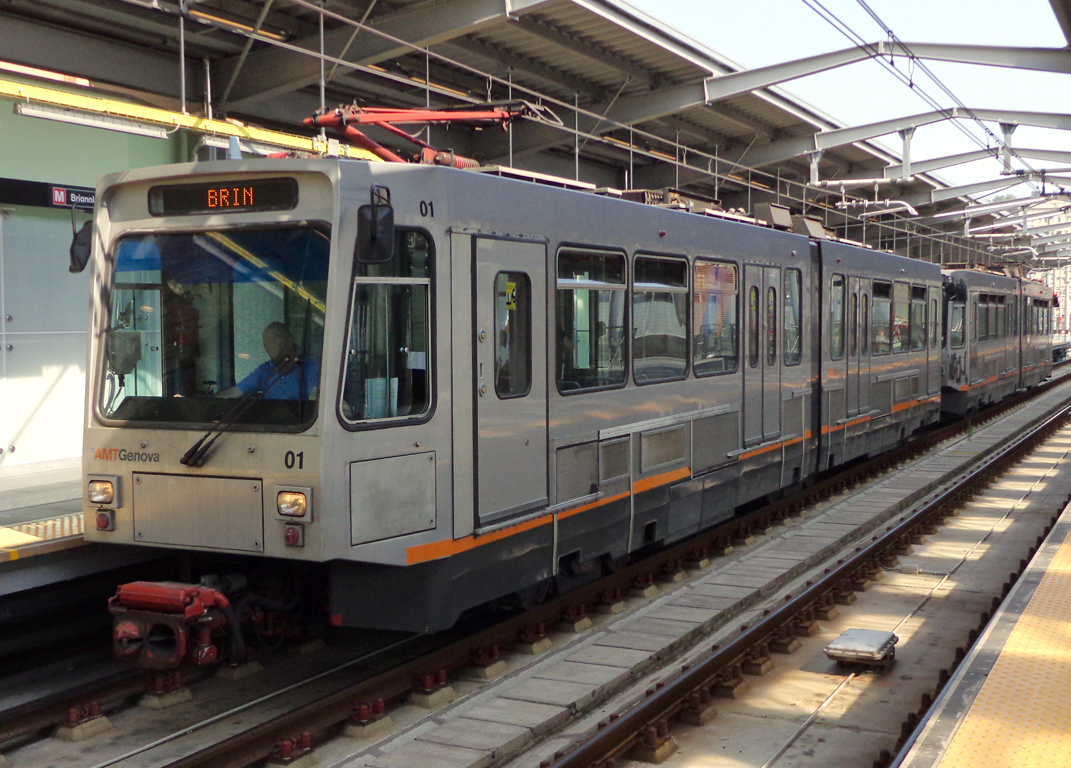
A Genovai metró egyik szerelvénye
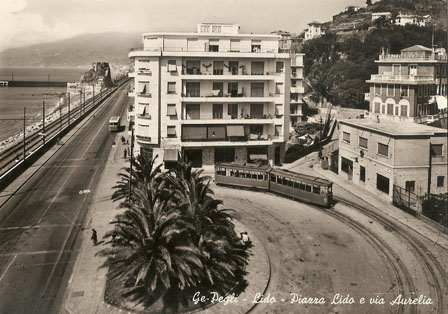
Egykori villamos

## Látnivalói

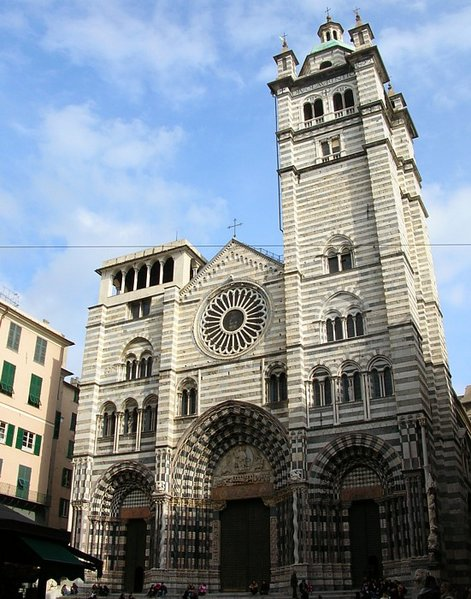
A Szent Lőrinc-katedrális

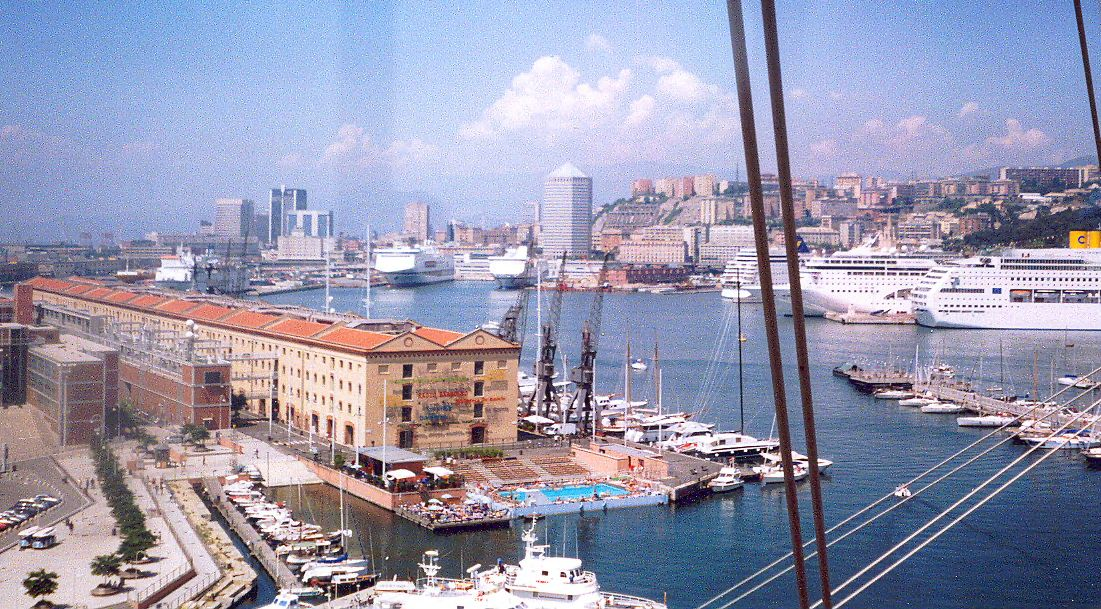
A régi kikötő

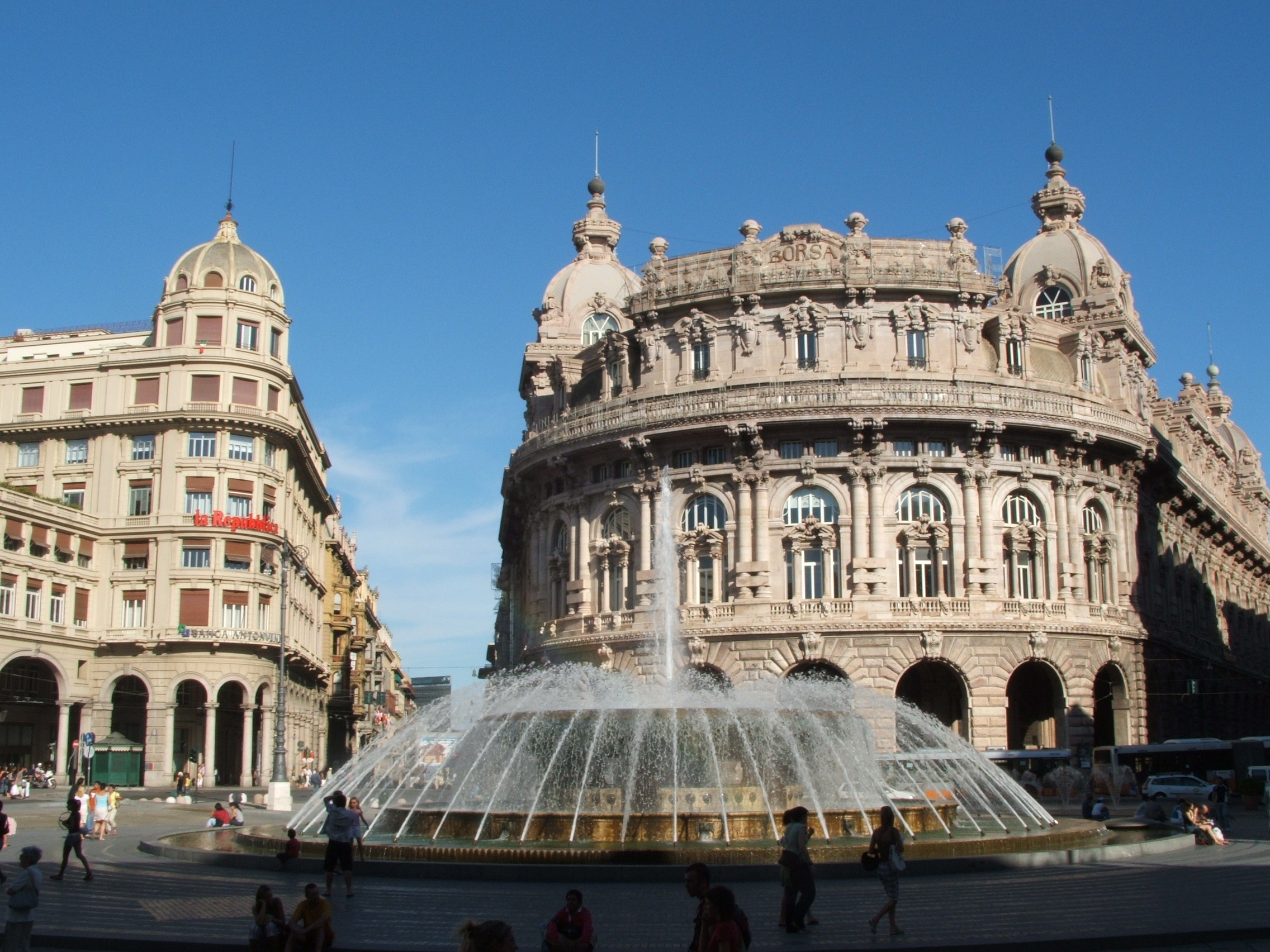
A Palazzo della Borsa (Tőzsdepalota)

### Genova fő nevezetességei
- A Régi kikötő (Porto Vecchio): a hegyek között, a Genovai-öbölben terül el. Először csak tíz mólója volt, de ez kevésnek bizonyult, így szükségessé vált egy új kikötő felépítése is. Itt emelkedik a La Lanterna, azaz a világ legrégebbi működő világítótornya.
- A Piazza de Ferrari: a modern és az ősi Genova találkozási pontja e forgalmas és nyüzsgő tér. Északi végében a Carlo Felice Színház, azaz az Opera magasodik. A nyugati szegletében a Dózsepalota (Palazzo Ducale) áll. Ugyancsak itt található az a ház, ahol állítólag Kolumbusz Kristóf (Casa Cristoforo Colombo) született. Itt áll a Tőzsdepalota is. A térről kiágazó utcák a felújított és rendezett utcákba és terekbe torkollanak. A lejtőt nyugatnak követve a sikátok, utcák a kikötőbe futnak le. A belvárosa nyüzsgő élettel teli. A térről indul az elegáns bevásárló utca: a Via XX September, ahol 19. század végétől épült paloták díszes árkádsora és kőhidakkal összekötött utcák, emeletek alatt lehet sétálni, vásárolni, nézelődni.
- A Le Strade Nuove: 16. századi paloták; 2006 óta a világörökség része.
- A San Lorenzo-katedrális (Cattedrale di San Lorenzo): a Via San Lorenzon áll a Genovai főegyházmegye főszékesegyháza. A 12. században kezdték meg építését, maga a katedrális a francia templomok hatását tükrözi.
- Banco di San Giorgio 1407-ben alapított genovai bank impozáns épülete a kikötőben áll, ezzel az öreg kontinens legrégebbi ilyen épülete.
- A Castello d'Albertis
- A Castello Mackenzie

### További látnivalók
Várak:
- Castello Turcke: 20. század

Paloták:
- Palazzo Andrea Doria, 15. század,
- Palazzi di San Matteo
- Palazzo della Borsa, 20. század
- Palazzo Belimbau, 16-17. század
- Palazzo Cattaneo Adorno Durazzo Pallavicino, 17. század
- Palazzo Doria Spinola, 16. század, a via Garibaldin, balról a második épület, ma Városháza
- Palazzo Imperiale e De Mari, 16. század
- Palazzo Pallavicino, 16. század
- Palazzo Spinola dei Marmi, 15. század, a via Garibaldin

Templomok:
- N.S. di Loreto - Oregina, 18. század
- Sant'Erasmo, 15. század
- San Francesco da Pola, 14. század
- San Gerolamo, 15. század
- San Giuliano, 18. század
- Santa Maria Assunta, 17. század
- Santa Maria della Costa, 14. század
- San Nicolo del Boschetto, 14. század
- San Siro di Struppa, 11. század

Szentélyek, kápolnák:
- Santuario dell'Acquasanta: 18. század
- Santuario della Madonetta: 18. század
- Santuario delle Grazie: 18. század
- Santuario di Coronata: 16. század
- Santuario Madonna del Gazzo: 19. század
- Santuario Madonna della Guardia: 19. század
- Santuario Madonna del Monte: 15-18. század

## Kultúra

### Múzeumok

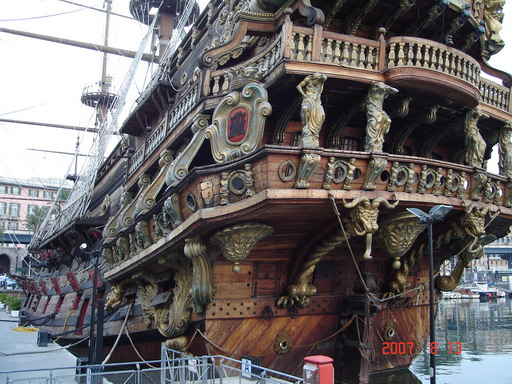
Hajórekonstrukció

- Archeológiai Múzeum (Museo Archeologico)
- Garibaldi-múzeum (Museo Garibaldino)
- Luxori Múzeum (Museo Luxoro)
- Tengerészeti Múzeum (Museo Navale)
- Museo Raccolte Frugone
- Contadinik Történeti Múzeuma (Museo Storia Contadina)
- Akvárium (Acquario di Genova) A kikötőben 1992-ben megnyitott létesítmény egyike Európa legnagyobb tengeri és édesvízi élőhelyeit bemutató akváriumainak.[7]

### Egyéb
- Neptun - vitorláshajó-replika

## Híres genovaiak

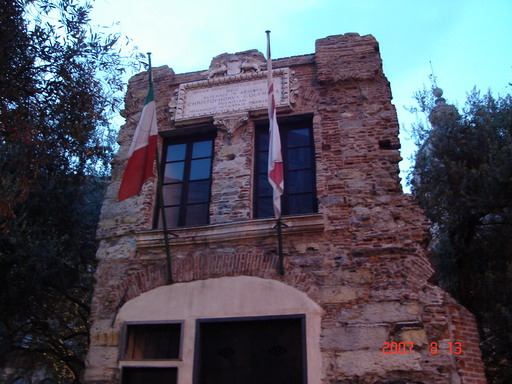
Kolumbusz szülőháza

- Kolumbusz Kristóf, eredeti nevén Cristoforo Colombo (spanyolul Cristóbal Colón, latinul Christophorus Columbus) 1451. augusztus 25. - október 31. között, Genova San Stefano elővárosa - Valladolid, 1506. május 20., felfedező, hajóskapitány.
- Niccolò Paganini, hegedűművész és zeneszerző
- Giuseppe Mazzini, olasz hazafi, filozófus és politikus
- Palmiro Togliatti, kommunista politikus
- Leon Battista Alberti, (más névváltozatok: Leonbattista Alberti, Leone Battista Alberti; Genova?, 1404. február 14. – Róma, 1472. április 25.) olasz humanista, építész, író, költő, filozófus, kriptográfus, nyelvész, reneszánsz polihisztor.
- Vittorio Gassman (Genova, 1922. szeptember 1.–Róma, 2000. június 29.), Oscar-díjas olasz színész és filmrendező.

## Testvérvárosai
| - Marseille, Franciaország, 1958 - Híosz, Görögország, 1985 - Baltimore, Amerikai Egyesült Államok - Columbus, Amerikai Egyesült Államok | - Fiume, Horvátország - Huelva, Spanyolország - Odessza, Ukrajna |

## Éghajlat
| Hónap                                                         | Jan. | Feb. | Már. | Ápr. | Máj. | Jún. | Júl. | Aug. | Szep. | Okt. | Nov. | Dec. | Év   |
| ------------------------------------------------------------- | ---- | ---- | ---- | ---- | ---- | ---- | ---- | ---- | ----- | ---- | ---- | ---- | ---- |
| Átlagos max. hőmérséklet (°C)                                 | 11,5 | 12,2 | 14,6 | 16,8 | 20,5 | 23,9 | 27,3 | 27,7 | 24,4  | 20,0 | 15,1 | 12,5 | 18,9 |
| Átlagos min. hőmérséklet (°C)                                 | 5,5  | 6,0  | 8,2  | 10,5 | 14,2 | 17,6 | 20,9 | 21,0 | 17,9  | 13,8 | 9,2  | 6,5  | 12,6 |
| Átl. csapadékmennyiség (mm)                                   | 102  | 74   | 82   | 88   | 72   | 58   | 24   | 69   | 136   | 171  | 109  | 93   | 1079 |
| Havi napsütéses órák száma                                    | 118  | 131  | 158  | 192  | 220  | 246  | 295  | 267  | 201   | 174  | 111  | 112  | 2223 |
| Forrás: Rivista Ligure "La neve sulle coste del Maditerraneo" |      |      |      |      |      |      |      |      |       |      |      |      |      |

## Fordítás
- Ez a szócikk részben vagy egészben  a   Genova című olasz Wikipédia-szócikk fordításán alapul.  Az eredeti cikk szerkesztőit annak laptörténete sorolja fel. Ez a jelzés csupán a megfogalmazás eredetét és a szerzői jogokat jelzi, nem szolgál a cikkben szereplő információk forrásmegjelöléseként.